# Raj Loomba
Rajinder Paul Loomba, baron Loomba, (né le 13 novembre 1943 à Dhilwan, Punjab, Inde) est un philanthrope, fondateur et président exécutif de la société de vêtements Loomba Group, et membre de la Chambre des lords.

## Carrière
Loomba est né dans une famille de sept enfants à Dhilwan, dans l'État du Pendjab, en Inde. Il fait ses études au DAV College, Jalandhar et à l'Université de l'Iowa. Sa famille déménage en Angleterre en 1962. Loomba développe son entreprise de mode à partir de zéro, passant d'un stand au marché de Widnes à un magasin, une entreprise de vente en gros, puis une société d'importation, Rinku Group Ltd. La société possède plus de 200 points de vente au détail au Royaume-Uni, des bureaux à Londres, à Delhi et en Chine, et approvisionne les principaux groupes de vente au détail.
Loomba est membre du Rotary Club de Londres, de l'Institut des directeurs et est Freeman de la City de Londres. Il est président du Forum des amis des trois religions, est le patron des enfants dans le besoin en Inde et est le patron fondateur de l'Organisation mondiale du Punjabi. Il est vice-président de Barnardo's et de la Safer London Foundation, une organisation caritative soutenue par la police métropolitaine. En 1997, il a été nommé Asiatique de l'année au Royaume-Uni par Asian Who's Who International .
Loomba est marié à Veena Chaudhry, avec qui il a deux filles et un fils.

## Activités caritatives
Loomba est connu pour sa collecte de fonds et sa campagne concernant la question du veuvage dans les pays en développement. Sa mère, Shrimati Pushpa Wati Loomba, a été veuve à l'âge de 37 ans en Inde, et Loomba a expérimenté de première main la discrimination sociale et économique à laquelle les veuves de ce pays sont confrontées.
C'est à la mémoire de sa mère que Loomba créé son organisation caritative, The Loomba Foundation, qui œuvre pour sensibiliser le public à la question du veuvage et qui lève des fonds pour éduquer les enfants de veuves pauvres en Inde et autonomiser les veuves dans d'autres pays en développement d'Asie du Sud et à travers l'Afrique. Le fleuron de la campagne de sensibilisation de l'organisme de bienfaisance est la Journée internationale des veuves, qui a lieu chaque année le 23 juin, anniversaire du veuvage de sa mère. À la suite d'une campagne soutenue, le 21 décembre 2010, l'Assemblée générale des Nations Unies reconnait, par acclamation unanime, le 23 juin Journée internationale des veuves .
En reconnaissance de sa contribution à la charité, dans les honneurs d'anniversaire de 2008, Loomba est nommé Commandeur de l'Ordre de l'Empire britannique (CBE) et reçoit son prix du prince Charles lors d'une cérémonie au palais de Buckingham.

## Chambre des lords
Le 12 janvier 2011, Loomba est nommé pair à vie avec le titre de baron Loomba, de Moor Park dans le comté de Hertfordshire. Il prend son siège à la Chambre des lords le 13 janvier 2011, siégeant avec les libéraux démocrates. Le 21 janvier 2011, il prononce son premier discours à la Chambre lors d'un débat sur le projet de loi sur la réadaptation des délinquants.
En décembre 2016, Lord Loomba quitte les libéraux démocrates et siège désormais en tant que pair non affilié. Expliquant sa décision, il déclare: «Je souhaite maintenant me concentrer sur des questions telles que les droits de l'homme, l'égalité des sexes, l'éducation et surtout les objectifs de développement durable à l'horizon 2030 des Nations Unies».